# Parmotrema lacteum
Parmotrema lacteum är en lavart som beskrevs av Marcelli & Spielmann. Parmotrema lacteum ingår i släktet Parmotrema och familjen Parmeliaceae.   Inga underarter finns listade i Catalogue of Life.